# Kaufhaus Isay

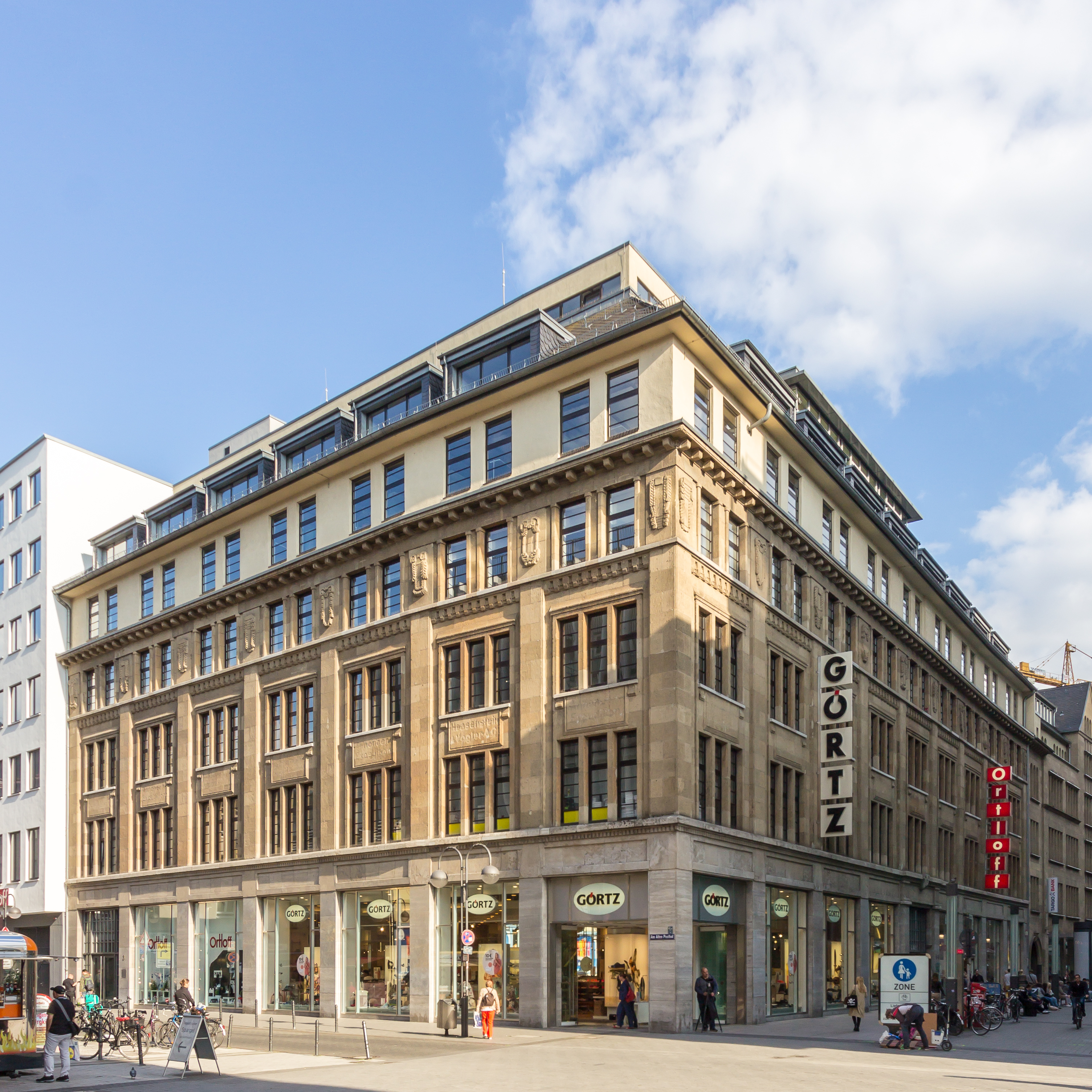
Nordseite (Am Alten Posthof) 2015

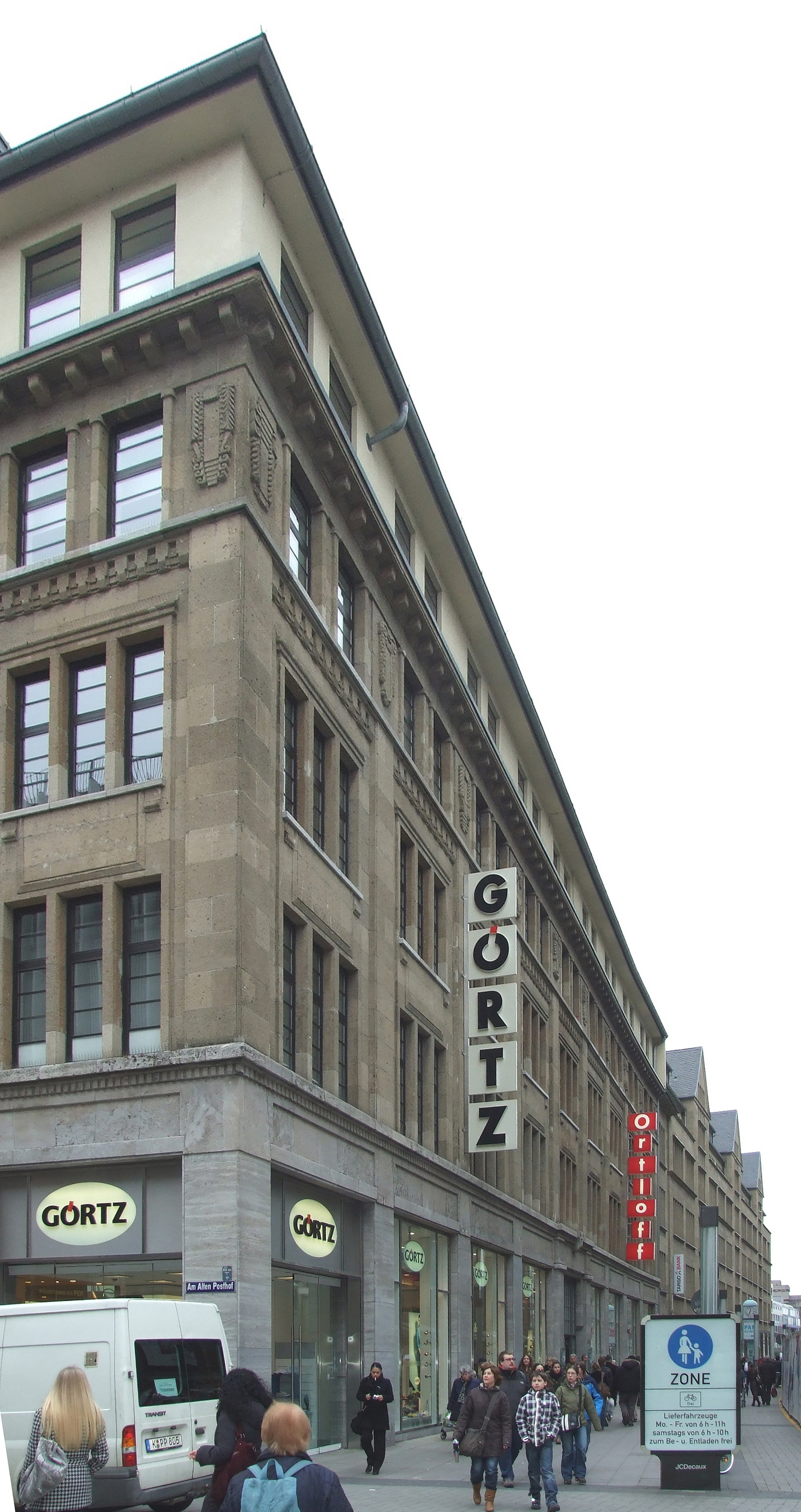
Westseite (Zeppelinstraße) 2013

Das ehemalige Kaufhaus Isay ist ein unter Denkmalschutz stehendes Baudenkmal im Kölner Stadtteil Altstadt-Nord. Das Büro- und Geschäftshaus an der Zeppelinstraße 4–8 Ecke Am Alten Posthof 3 entstand in den Jahren 1911 bis 1913 nach einem Entwurf des Kölner Architekturbüros Helbig & Klöckner. Bauherr war die Firma Gebrüder Isay.

## Geschichte

### 1910 bis 1933
Bis zum Jahr 1910 war das Areal zwischen Neumarkt, Krebsgasse, Breite Straße und Richmodstraße insbesondere durch militärische Anlagen geprägt. Dies war zum einen das Militärcasino im sogenannten Blankenheimer Hof und zum anderen das als Kaserne genutzte frühere Franziskanerkloster ad Olivas an der Straße Am alten Posthof. Nach dem Erwerb des Areals seitens der Stadt Köln wurden unter dem Stadtbaurat Carl Rehorst die Altbauten niedergelegt und über dieses Gelände die Zeppelinstraße angelegt. Zu beiden Seiten der neuen Straße entstanden Geschäftshausbauten namhafter Architekten, darunter Jacob Koerfer (Schwerthof), Hermann Eberhard Pflaume (Olivandenhof), Carl Moritz (Kaufhaus Carl Peters), Emil Schreiterer & Bernhard Traugott Below (Schreiterer & Below; Möbelhaus Gebrüder Schürmann), Otto Schulze-Kolbitz (Gustav Cords) und Paul Bonatz (Haus Reifenberg).:40
Das Eckgrundstück zur Straße Am alten Posthof erwarb die Firma Gebrüder Isay, eine 1871 begründete Großhandlung in Tüchern, Woll- und Strickwaren. Diese beauftragte das Architekturbüro Helbig & Klöckner mit der Ausarbeitung von Entwürfen. Aus den Vorentwürfen wählten die Bauherrn ein Projekt aus, das bei vier Vollgeschossen mit neun Achsen an der Zeppelinstraße und sieben Achsen Am Alten Posthof zu liegen kam. Das nach oben abschließende Walmdach verfügte entsprechend über vier Giebel auf der längeren und drei auf der kürzeren Seite. Der Haupteingang befindet sich unverändert mittig an der Zeppelinstraße, der Nebeneingang links außen Am Alten Posthof. Das von den Architekten Rolf Helbig, Albert Klöckner und Oskar Rosendahl entwickelte Geschäfts- und Kontorhaus:349 f. war zum 1. April 1913 bezugsfertig. Die Geschäftsleitung des unverändert als Tücher-, Woll- und Strumpfwarengroßhandlung firmierenden Unternehmens Gebrüder Isay lag zu diesem Zeitpunkt in den Händen von Adolph, Siegfried und Alfred Isay. Das Adressbuch von 1930 verzeichnet nunmehr Adolph und Alfred Isay als Inhaber der Gebrüder Isay. Das Unternehmen handelte demnach in Trikot- und Strumpfwaren. Neben der Textilwarengroßhandlung Gebrüder Isay nahm die Immobilie zu dieser Zeit elf weitere Firmen bzw. Büros auf. Darunter befanden sich neben dem Kontorgeschäft von Alfred Wohl eine Depositenkasse des A. Schaaffhausen’schen Bankvereins als Filiale der Deutschen Bank, die Kölner Zweigniederlassung der „Ala“ Anzeigen AG, die auch 1938 noch im Haus ihre Niederlassung hatte, das Korsettgeschäft der Gebr. Lewandowski GmbH, die Manufakturwarengroßhandlung Ferdinand Mertznich, die Seidenwarengroßhandlung Katz & Levy, die Kölner Zweigniederlassung der Telefunken Gesellschaft für drahtlose Telegraphie mbH und Büroräume des Preußischen Katasteramts Köln III.

### 1933 bis 1945
Nach der Machtübernahme durch die Nationalsozialisten erfolgte 1933 die Umwandlung der Offenen Handelsgesellschaft Gebrüder Isay in Wistri Gesellschaft für deutsche Wirk- und Strickwaren GmbH. Die in der Folge unter Wert verkaufte Gesellschaft firmierte 1938 als WISTRI Gesellschaft für deutsche Strickwaren Mengel, Ritter & Co. und wurde durch die persönlich haftenden Gesellschafter Ludwig Mengel, Isays ehemaligem Sekretär und Friedrich Ritter vertreten. Die aus diesem Unternehmen hervorgegangene Textilgesellschaft Mengel & Ritter wurde in den 1960er Jahren durch den Kölner Textilwarengroßhändler F. W. Brügelmann Söhne übernommen und aufgelöst. Brügelmann hatte Ende der 1930er Jahre auch das gegenüber liegende Haus Reifenberg übernommen. Die Immobilie der Gebr Isay selbst beherbergte im Jahr 1938 16 Gesellschaften, Firmen und Handlungen. Diese reichten von der Pelzhandlung des Ludwig Riebel und dem Friseurgeschäft des Alfred Tureczek bis zu einer Zweigniederlassung der Deutschen Bank, der Gewerblichen Schneidergenossenschaft eGmbH, der Tuchgroßhandlung J.B. Neuerbourg & Co., dem Beleuchtungsgeschäft Heinrich Remagen und der WISTRI bis hin zu dem Unternehmen des Erich Ortloff für Büroeinrichtungen und Bedarf. Als Eigentümer der Immobilie waren 1938 Adolph und Alfred Isay, Holland vermerkt. Die Vermögensübertragung am Grundstück und Gebäude Zeppelinstraße 4 erfolgte 1941 auf vier neue Eigentümer: Ludwig Mengel, Friedrich Ritter (zu 1/2), sowie je 1/4 an Franz Weiss und Erich Ortloff

### Nach 1945
Während des Zweiten Weltkriegs vergleichsweise leicht beschädigt, konnte nach Neuaufbau des Dachstuhles der Geschäftsbetrieb wieder aufgenommen werden. 1956 bis 1958 kommt es dann zu gravierenden Umbauten im Zuge der Neubebauung des angrenzenden Geländes an der Krebsgasse/Schildergasse, auf dem zuvor das im Krieg zerstörte Polizeipräsidium stand. Nach Planungen von Wilhelm Riphahn entstand dort ein Hochhaus an der Schildergasse und im Rückraum die Theatergarage. Im Rahmen dieser städtischen Neugestaltung – in Nachbarschaft zu der neuen Oper – wurde das, jetzt auch Ortloff-Haus genannte Geschäftshaus, nach Osten um eine Achse erweitert, im Innern umgebaut, um ein Geschoss erhöht und das Dachgeschoss ausgebaut. Von der Zeppelinstraße und Am Alten Posthof besehen, ist das Gebäude nun fünf-, nach der Hofseite hingegen siebengeschossig. Für das Jahr 1967 sind als Eigentümer die Witwe Erich Ortloffs, Gertraud, L. Mengel und Frau H. Ritter nachweisbar. In der Immobilie haben zugleich sieben Parteien ihre Unterkunft, darunter sechs gewerblicher Art: der 1918 begründete Herrenausstatter Jos. Arnemann:22, der Kürschnermeister Paul Schweigler,:1113 das Damenmodengeschäft J. Wahlen, das Café nebst Konditorei Wilhelm Strick:1176, E. Ortloff:862 und der Westdeutsche Rundfunk mit einigen Büroräumen. Nach neuerlichen Umbauten im Jahr 1982 befand sich – neben der Erich Ortloff GmbH & Co. KG – bis zum Frühjahr 1999 das Vermessungs- und Katasteramt der Stadt Köln in dem Gebäude. Nach dessen Umzug folgte ein weiterer Umbau.
Die Eintragung des Kaufhauses Isay in die Denkmalliste der Stadt Köln erfolgte am 9. November 1984 (Denkmal Nr. 2757).

## Familie Isay
Unternehmensgründer waren die Brüder Jacob Isay (geboren 1842 in Schweich, gestorben 1923) und Moritz Isay (geboren 1851 in Schweich, gestorben 1906 in Köln), Söhne des Viehhändlers Abraham Isay und der Henriette Isay, geborene Lieser aus Schweich an der Mosel. Nach ihrem Ausscheiden führten Jacobs Söhne Adolph (geboren 1. Mai 1875 in Köln, gestorben am 16. Mai 1956 in Rodenkirchen) und Siegfried (1876–1939) gemeinsam mit Moritz’ Sohn Alfred (1885–1948) das Unternehmen fort.
Alfred Isay leistete Kriegsdienst und kehrte durch einen schweren Verkehrsunfall traumatisiert zurück. Er begann wieder, im Textil-Großhandel Gebr. Isay mitzuarbeiten, und heiratete 1920 Sofie Adelsberger,:18 f. (geboren 1897 in Nürnberg) Tochter des Kommerzienrats Abraham Adelsberger, einem Spielzeugfabrikanten (Heinrich Fischer & Cie.) aus Nürnberg. Das Ehepaar hatte eine Tochter, Ruth Marlis und einen Sohn, Walter.:34
Alfred Isay floh 1933 mit seiner Familie nach Amsterdam, Sofie Isay kehrte jedoch nach einem Monat mit den Kindern nach Köln zurück.:20 Alfred Isay blieb zunächst alleine in Amsterdam und baute dort erneut eine Firma auf,:28 die 1942 ebenfalls arisiert wurde.:35 Die Familie folgte ihm 1934 in die Emigration.:25 1941 wurde Alfred Isay Mitglied des Joodse Raad, der auf Druck der deutschen Besatzungsbehörden ins Leben gerufen worden war. Im Juni 1942 wurde Ruth Isay das erste Mal in ein Schulgebäude verschleppt und tagelang festgehalten. Sie meldete sich zum Nähen von Uniformen der SS in einer Fabrik und kam dadurch frei. Im Februar 1943 wurde die Familie in die Hollandsche Schouwburg verschleppt. Sie konnten das Gebäude durch die Hilfe von SS-Unterscharführer Alfons Zündler verlassen.:39 Im März 1943 wurde die Familie erneut in die Schouwburg verschleppt. Ludwig Mengel, ein ehemaliger Finanzbeamter, der für Isay seit 1927 als Sekretär gearbeitet hatte, sowie nun Teilhaber der ehemaligen Gebr. Isay OHG war, konnte aufgrund seiner Verbindung zu Ferdinand aus der Fünten erwirken, dass die Familie in ihre Wohnung zurückkehren konnte. Im Juni 1943 wurde die Familie ins KZ Westerbork verschleppt. Am 12. Juli erschien Mengel und erklärte dem Lagerkommandanten Gemmeker, eine Bombe sei auf das Kaufhaus gefallen, wichtige Papiere seien verbrannt und Alfred Isay müsse dringend zu einer Besprechung nach Amsterdam kommen. Isay verlangte, dass er seine Familie mitnehmen kann. Diesen Umstand nutze die Familie zum Untertauchen. Unterschiedliche holländische Familien nahmen sie getrennt voneinander auf. Schließlich gelang ihnen das Überleben im Untergrund.:43 Nach dem Krieg nahmen seine Witwe und die Kinder die niederländische Staatsbürgerschaft an. Den Judenstern, den Alfred und Sophie Isay getragen hatten, übergab ihr Rechtsanwalt in der Nachkriegszeit während eines Wiedergutmachungsverfahrens dem Kölnischen Stadtmuseum. Alfred Isays Schwiegermutter Clothilde Adelsberger überlebte das KZ Bergen-Belsen.:46 Adolph Isay – der am 3. März 1907 in London die Nichtjüdin Theresia Liederer (geboren 24. Dezember 1880 in Wien-Rudolfsheim; gestorben 10. September 1953 im Sankt-Antonius-Krankenhaus in Köln-Bayenthal) geheiratet hatte – überlebte das Dritte Reich versteckt in Köln. Den Tod von Theresia Isay zeigt 1953 der Ingenieur Franz Weiss an, der nun im benachbarten Haus Moltkestraße 1 in Rodenkirchen wohnte.

## Architektur
Das in den Formen des Jugendstils gehaltene Geschäftshaus bildet optisch ein Ensemble mit dem um etwa zehn Jahre jüngeren, in Richtung Neumarkt anschließenden Schwerthof. Die Werksteinfassade des Erdgeschosses und der drei Obergeschosse sind noch weitgehend original erhalten. An der Nordseite sind teilweise noch die Schriftzüge der Ursprungsfirmen erkennbar.

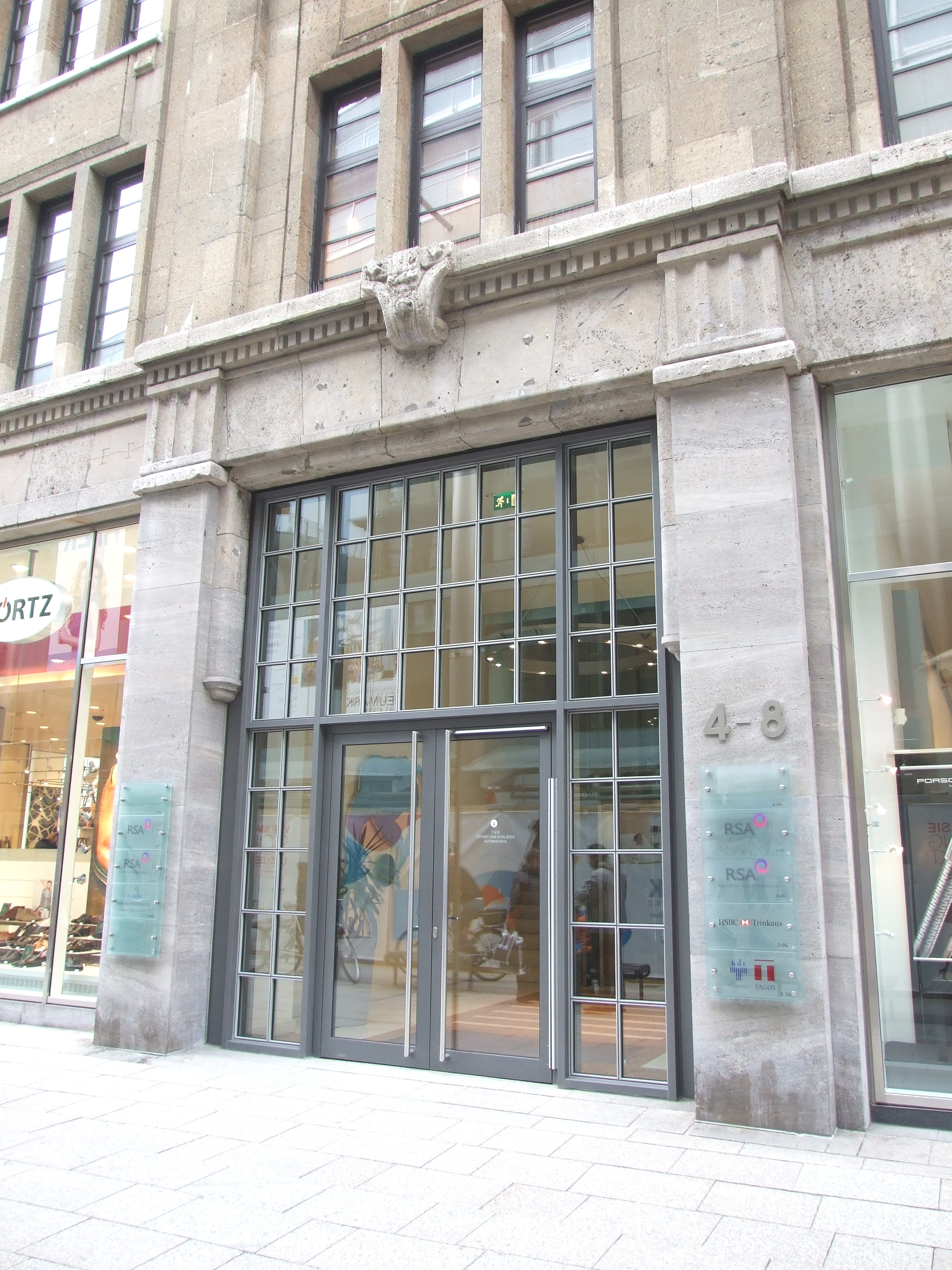
Eingang Westseite (Zeppelinstraße)
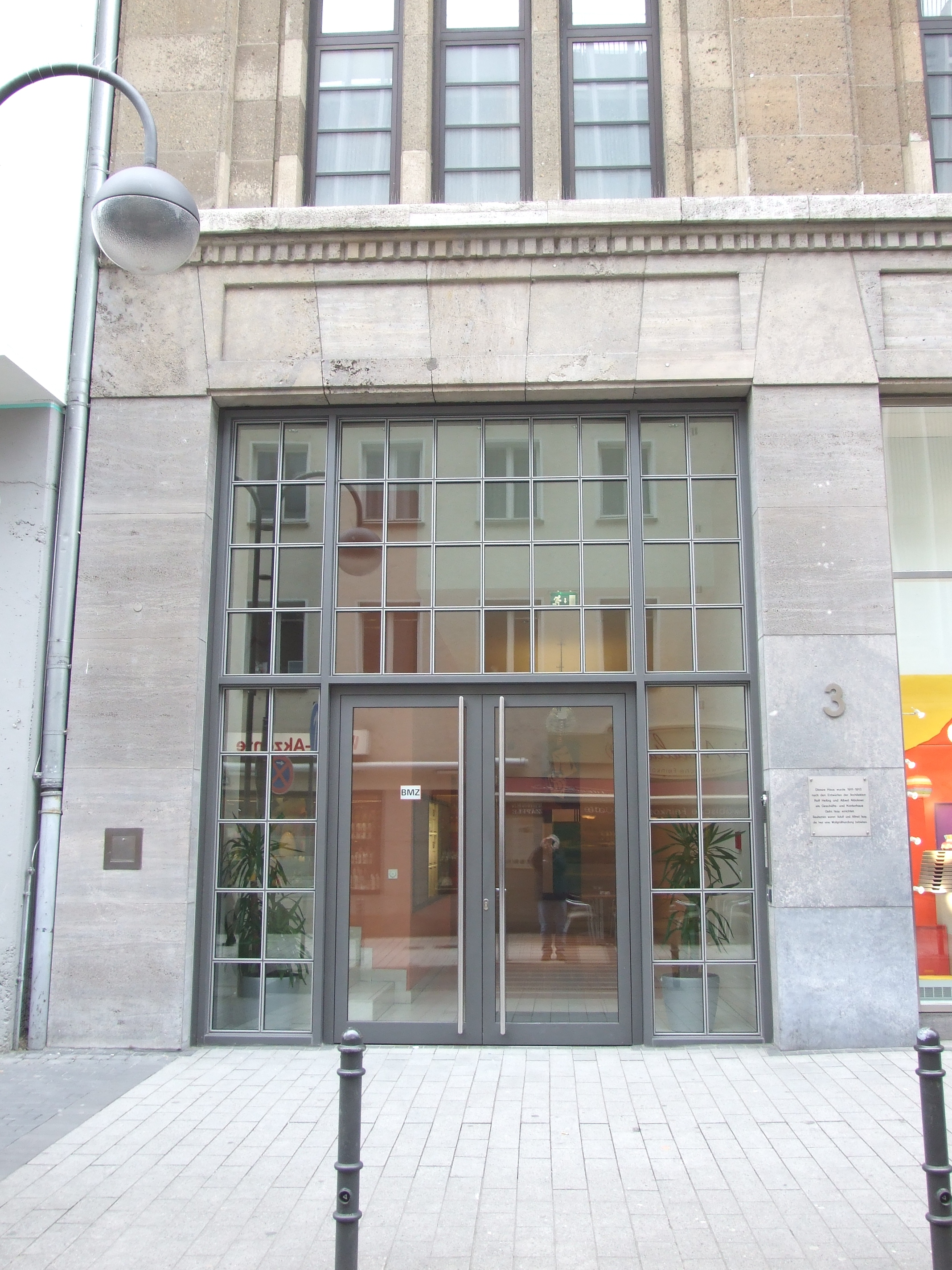
Eingang Nordseite (Am Alten Posthof)
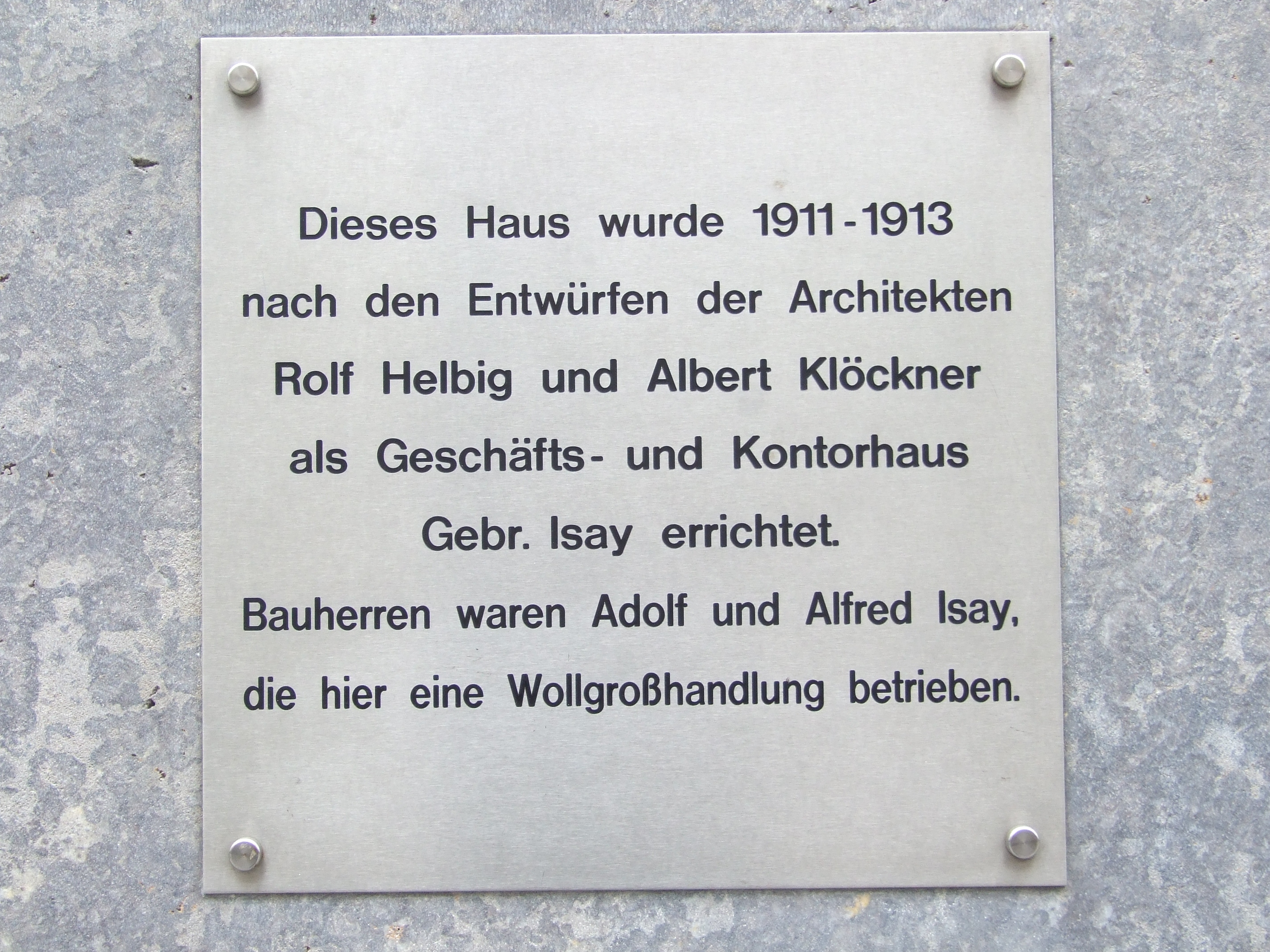
Plakette am Eingang Nordseite
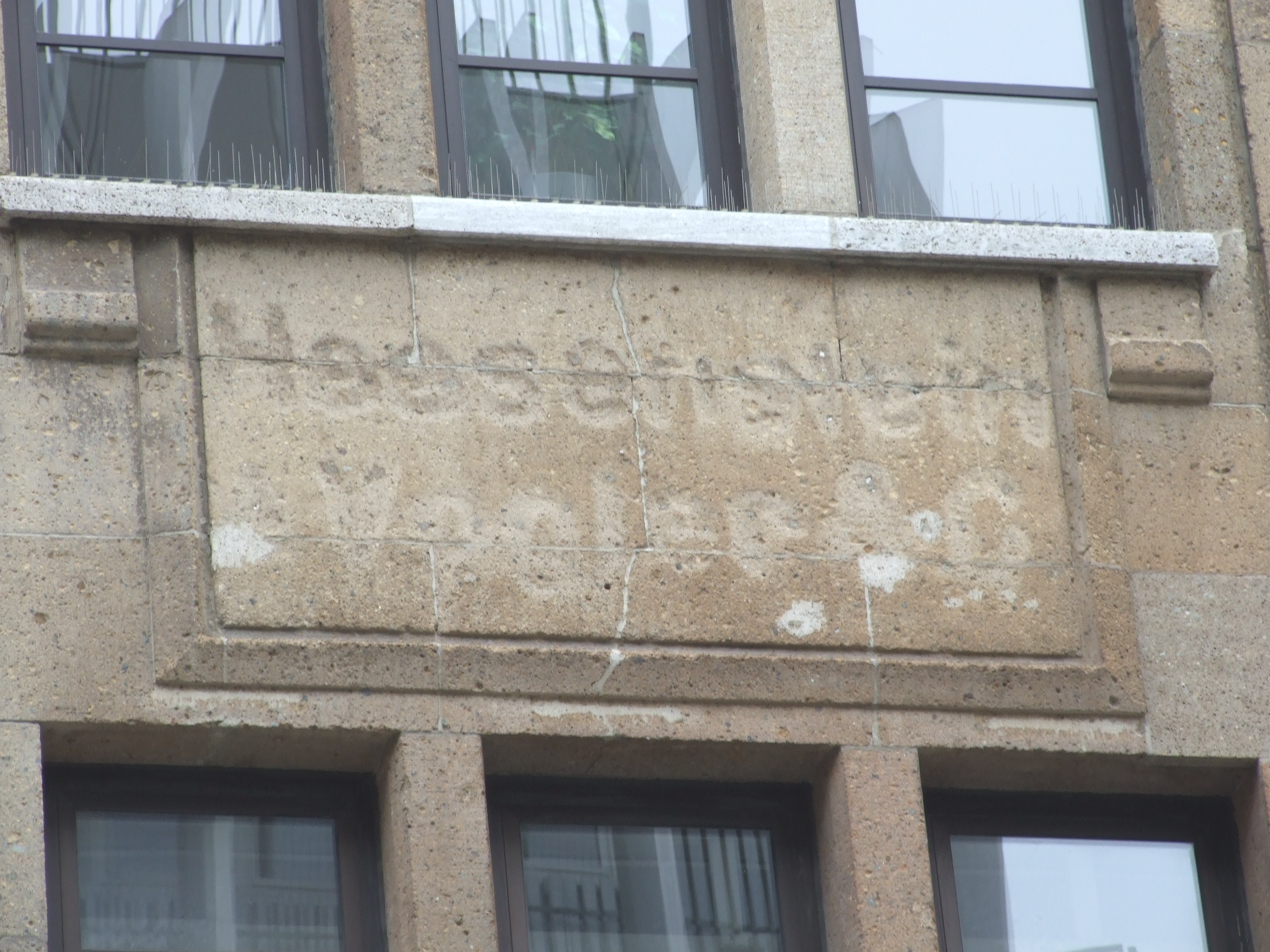
Detail Nordseite (Fassadenbeschriftung)
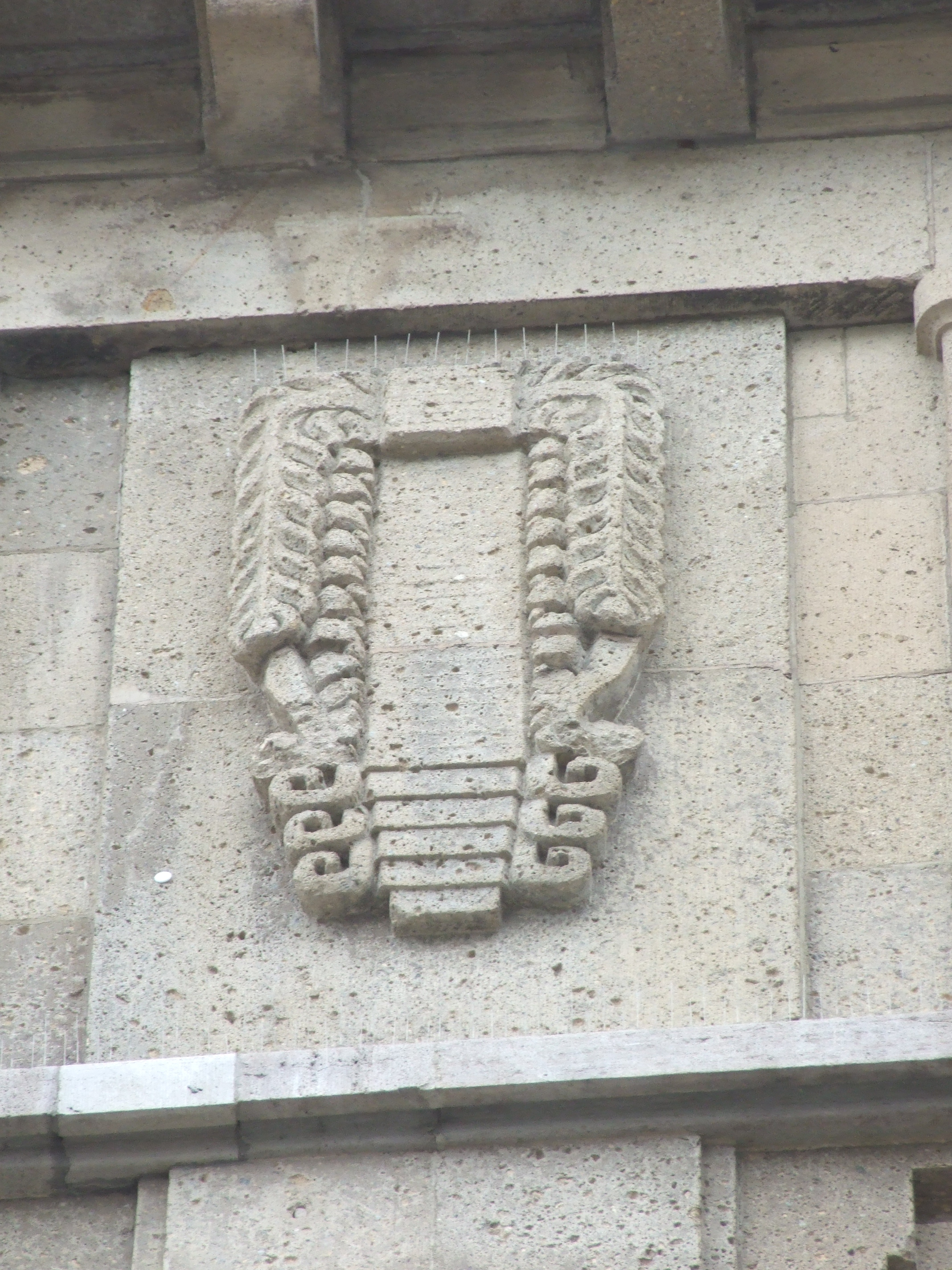
Fassadendetail auf der Nordseite